# Rover Company
Rover Company byla britská automobilka založená jako Starley & Co. Sutton v Coventry v roce 1878. Jde o přímého předka dnešní společnosti Land Rover, která je dceřinou společností Jaguar Land Rover, nyní ve vlastnictví Tata Group. Společnost byla na trhu známa jako Rover, výroba automobilů mezi lety 1904 a 1967, kdy byla prodána Leyland Motor Corporation a stala se tak jen obchodní značkou ( tzv. Rover Marque). Rover jako obchodní značka byla použita u vozů vyráběných společností British Leyland (BL), který rozdělil v roce 1978 majetek původního Roveru na Land Rover, zatímco ochrannou známku Rover si ponechal a byla používána na vozidlech vyrobených podle jeho nástupnických společností – Austin Rover Group (1982–1986), Rover Group (1986–2000), a nakonec MG Rover Group (2000–2005). Po následném zhroucení MG Rover Group v roce 2005 se značka Rover přestala využívat a 18. září 2006 byla prodána společnosti Ford Motor Company, který značku opět spojil s původní společností Land Rover jejíž byl v té době majitelem. Firma Ford Motor Company zakoupila od BMW práva na název Rover za přibližně 6 milionů dolarů, protože MG Rover Group nebyla vlastníkem názvu Rover, pouze jej měla od BMW v pronájmu.
Od počátku výroby moderních bezpečných bicyklů značky Rover v roce 1885 se společnost později přeorientovala na automobilový průmysl. Od roku 1902 začala firma s výrobou motocyklů a následně v roce 1904 i automobilů Rover a to díky již zavedené značce s kultovní vikingskou dlouhou lodí ve znaku. První terénní vozidla Land Rover se začala vyrábět roku 1948 v již novém závodě v Solihull, kam se společnost po druhé světové válce s veškerou výrobou přestěhovala.

V polšině značka Rover je psána jako Rower a v Běloruštině jako Rovar (Ро́вар), které znamená jízdní kolo.

## Historie

### Počátky

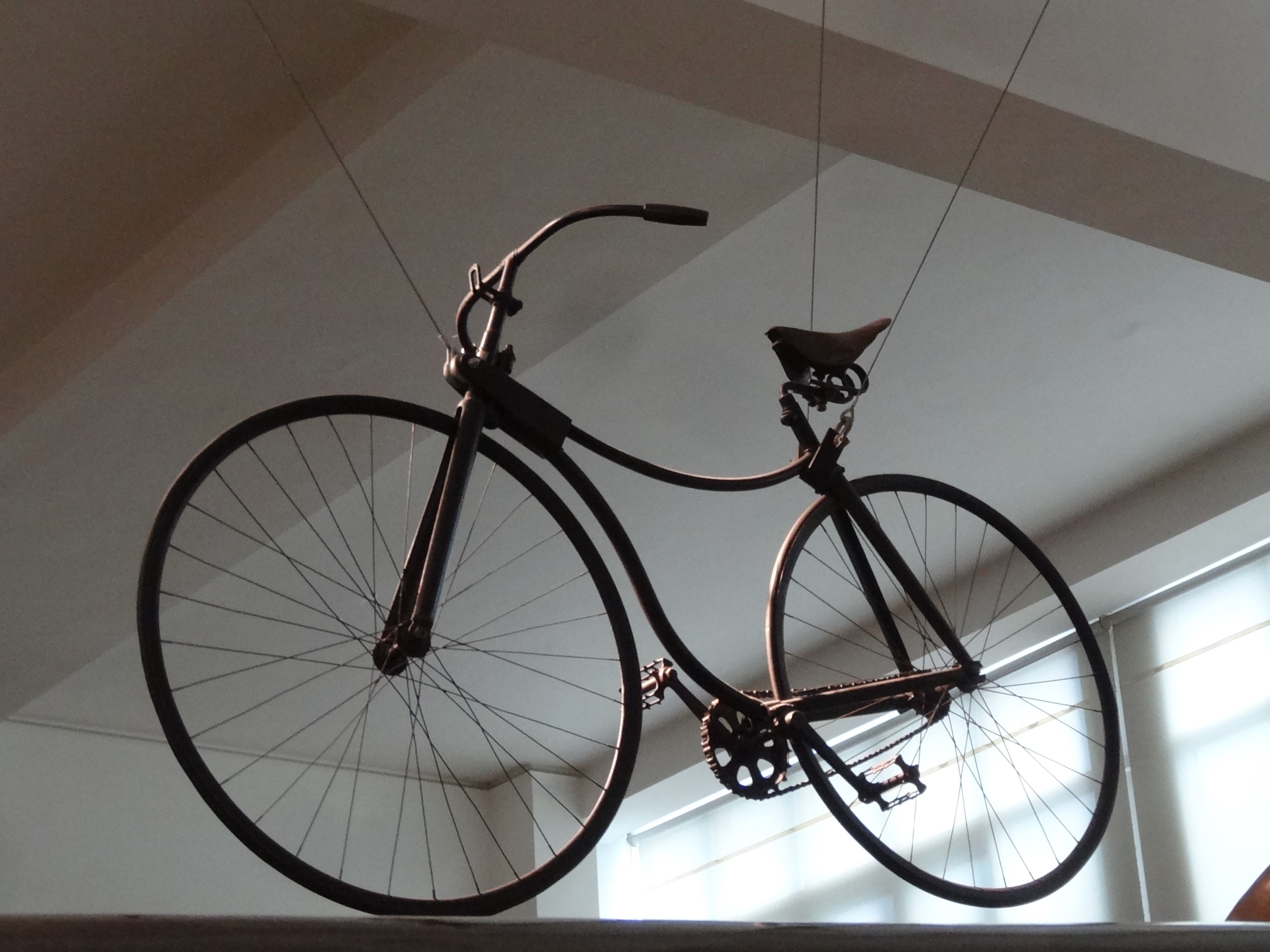
Bezpečný bicykl Rover z roku 1885 - vědecké muzeum v Londýně

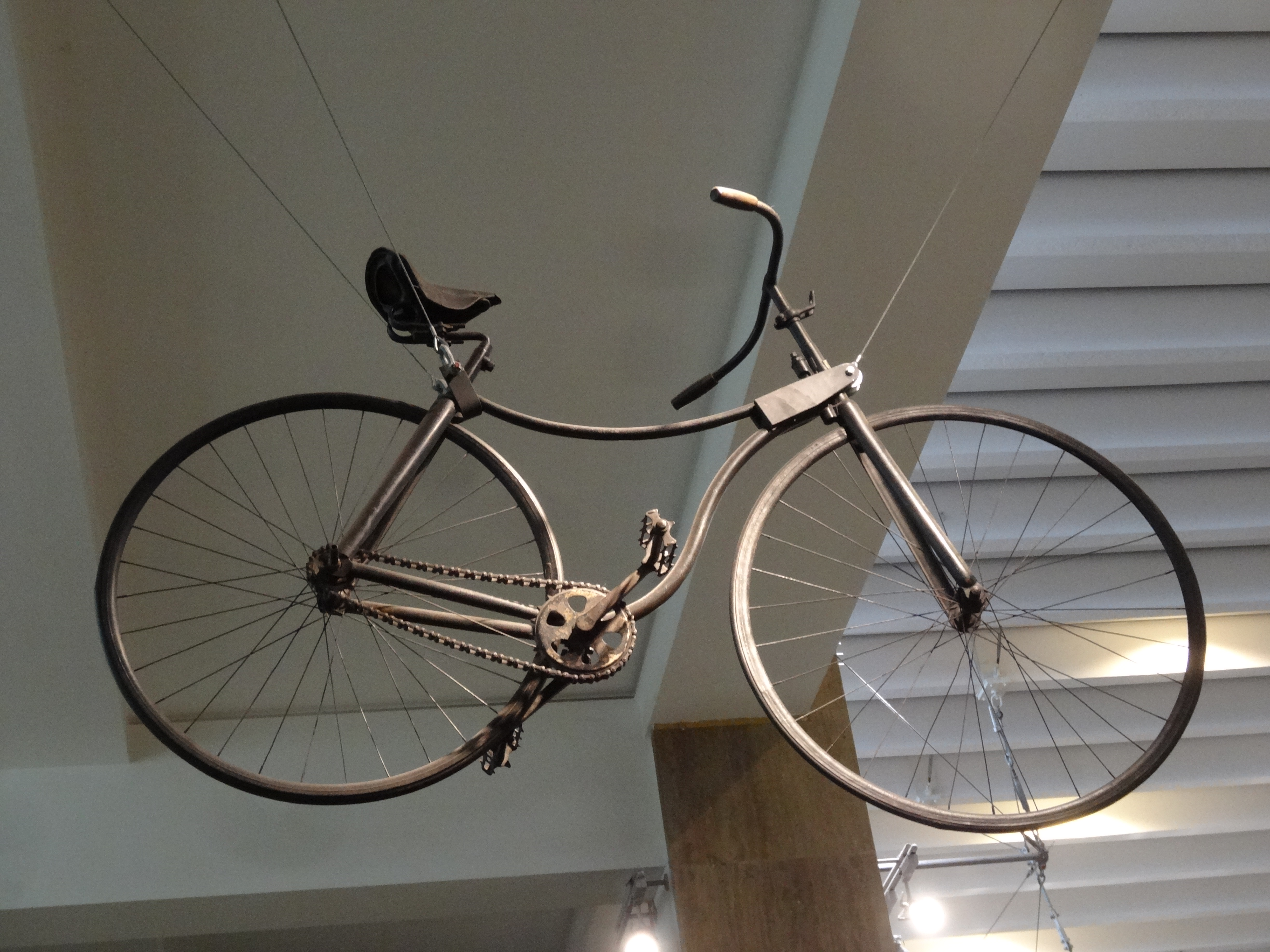
Bezpečný bicykl Rover z roku 1885

První výrobek se značkou Rover byla tříkolka vyráběná firmou Starley & Co. Sutton v Coventry v Anglii v roce 1883. 

Společnost založili průmyslník John Kemp Starley a jeho přítel William Sutton roku 1878. Starley předtím pracoval u svého strýce, Jamese Starleyho (označován jako otec obchodu s bicykly), který začal s průmyslovou výrobou šicích strojů a v roce 1869 přešel na výrobu jízdních kol.

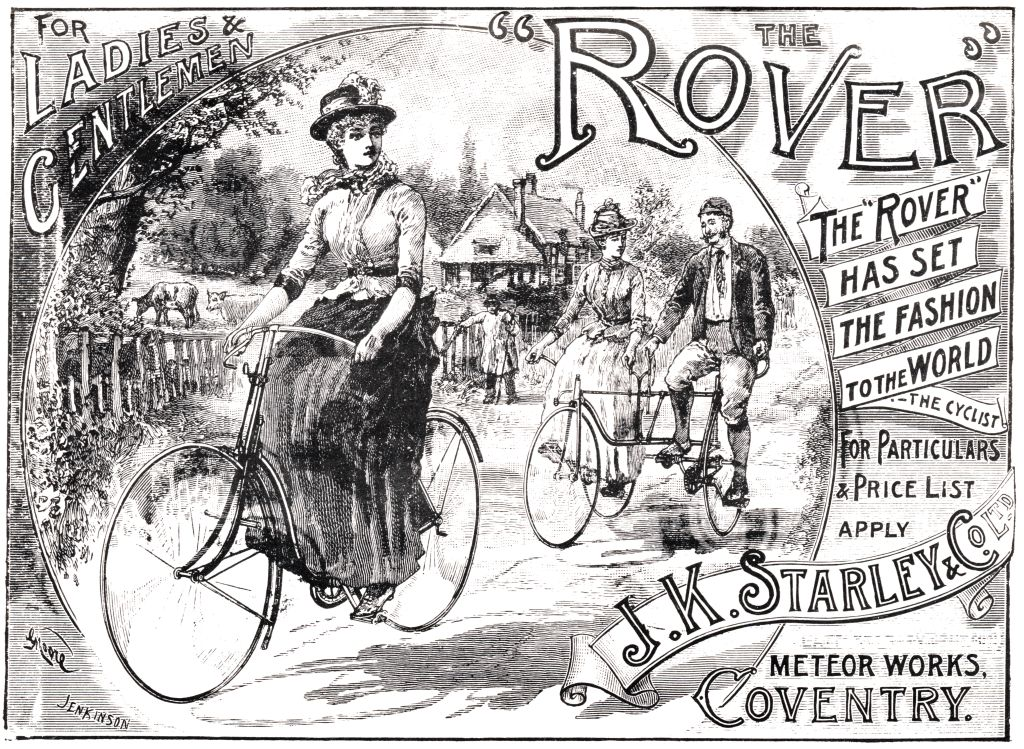
Reklama na bicykly 'Rover' J. K. Starley & Co. Ltd

V první polovině 80. let 19. století byly dostupné bicykly poměrně nebezpečné. Vyráběly se tzv. vysoká kola a tříkolky. J. K. Starley se však zapsal do historie tím, že v roce 1885 začal s výrobou bezpečného bicyklu dnešního typu, jenž nazval Rover. Na rozdíl od předchozích velocipédů měl tento typ bicyklu poháněné zadní kolo převodem přes dvě ozubená kola podobné velikosti, která byla hnána řetězem. Toto řešení bylo mnohem stabilnější než předchozí návrhy u vysokých kol s přímým náhonem. Někdejší britský časopis Cycling Magazine uvedl, že kola typu Rover "zavedla novou světovou módu" a tento jejich výraz byl použit po mnoho let v reklamě firmy. Starleyho Rover je obvykle popisován historiky jako první rozeznatelně moderní jízdní kolo. V roce 1889 se společnost přejmenovala na J.K. Starley & Co. Ltd. a v druhé polovině 90. let konečně na Rover Cycle Company Ltd.

### Motocykly Rover
V roce 1899 John Starley dovezl některé z prvních motocyklů značky Peugeot z Francie na experimenty a další vývoj. Jeho prvním projektem bylo kolo Rover z jeho vlastní výroby osazené motorem z těchto motocyklů. Před dokončením projektu však Starley předčasně zemřel v říjnu 1901 ve věku 46 let a obchod převzal podnikatel H. J. Lawson.

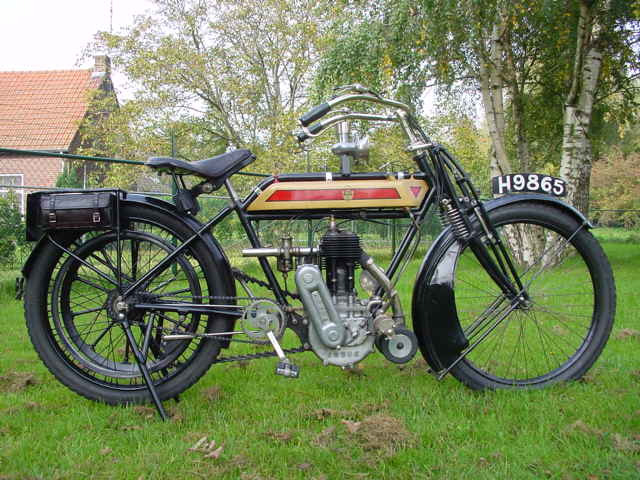
Motocykl Rover z roku 1912

Společnost poté v listopadu 1902 vyvinula a začala vyrábět motocykl Rover Imperial. Měl výkon 3,5 k a originální konstrukci uspořádání nosného rámu, který byl tvořen čtyřmi trubkami ve tvaru připomínajícím diamant. Motocykl měl motor uprostřed a přední vidlice typu „springer“. Tato konstrukce předběhla svou dobu.  Díky nadstandardní síle rámu se zdvojenou přední vidlicí a také díky kvalitnímu zpracování povrchu se do roku 1904 prodalo přes tisíc motocyklů Rover. V následujícím roce však Rover výrobu motocyklů zastavil a soustředil se pouze na jejich původní výrobek, "bezpečný bicykl". V roce 1910 byl však návrhář John Greenwood pověřen vývojem nového motocyklu s motorem 500 cm³ a 3,5 k s pružinovými zdvihátky, magnetem Bosch a inovativní konstrukcí ozubeného hnacího řetězu. Dále byl vybaven karburátory Brown and Barlow a odpruženými vidlicemi Druid. Tento nový model byl uveden v roce 1910 na výstavě Olympia show a prodalo se ho více než 500 kusů.

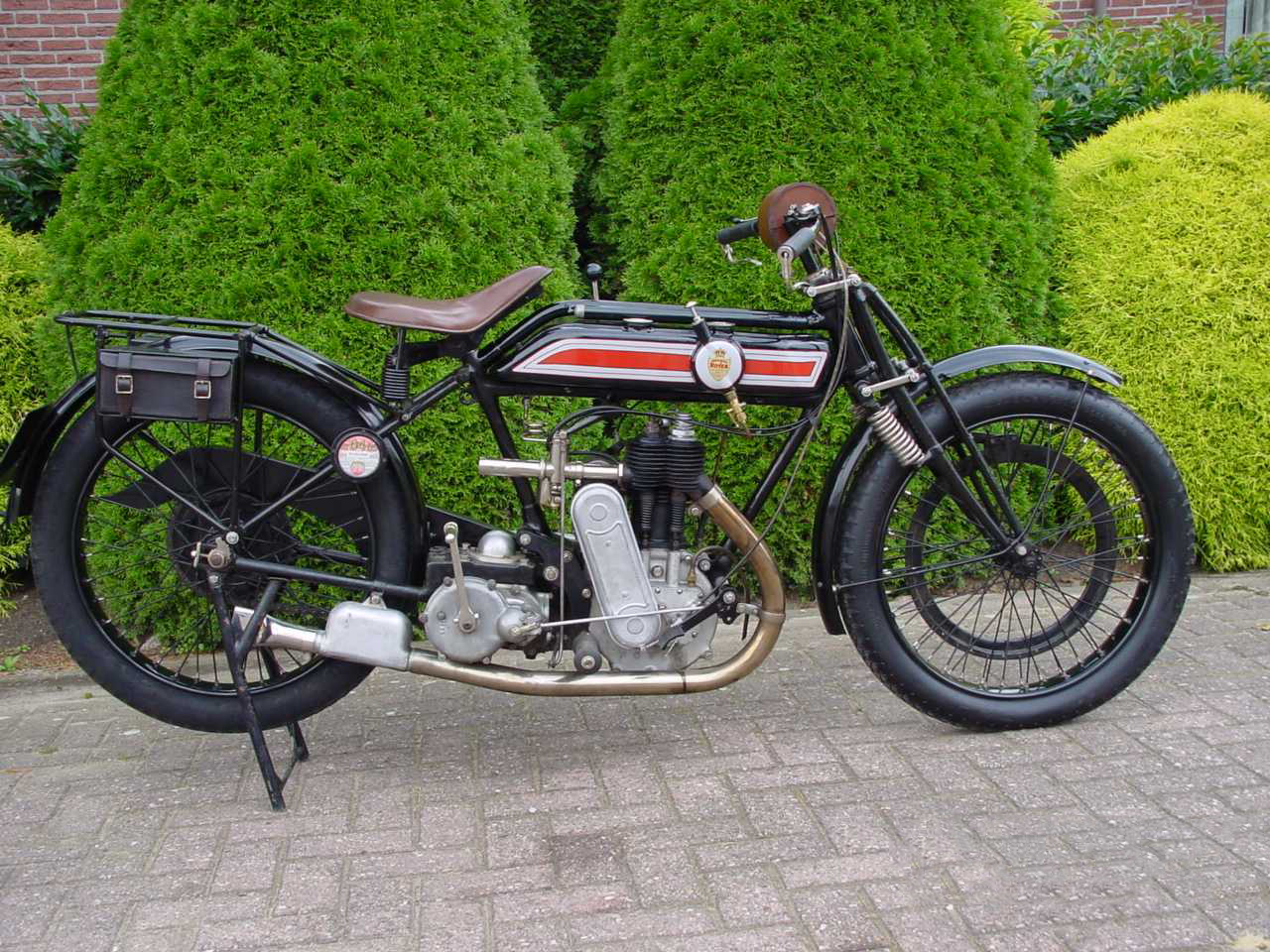
Rover 500cc z roku 1920

Rover mimo jiné dodával ruské carské armádě během první světové války motocykly s motory 499 cm³. Na konci války se společnost začala zaměřovat na výrobu automobilů, ale Rover i nadále vyráběl motocykly s motory o obsahu 248 cm³ a 348 cm³ s rozvodem OHV a také s motory společnosti JA Prestwich Industries, včetně 676 cm³ motoru typu V-Twin. V roce 1924 Rover představil nový lehký motocykl s motorem o obsahu 250 cm³, kde motor a převodovka byly umístěny společně v jediné konzoli. Stroj měl světla vpředu i vzadu a nový design bubnových brzd.
Špatný odbyt způsobil, že Rover ukončil v roce 1924 výrobu motocyklů a soustředil se výhradně na výrobu automobilů. V letech 1903 až 1924 Rover vyrobil více než 10 000 motocyklů.

### První automobily Rover

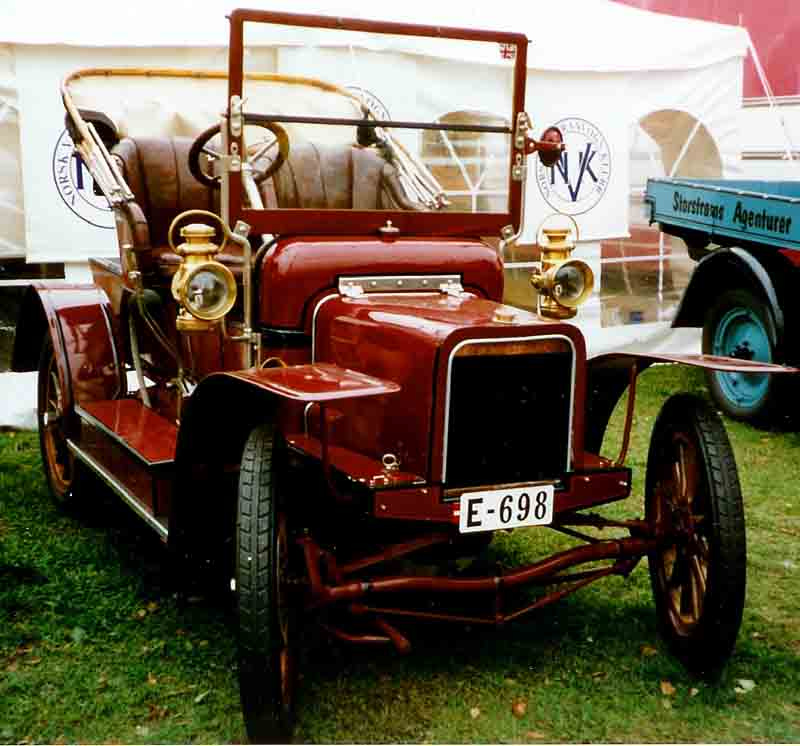
Rover, 1905

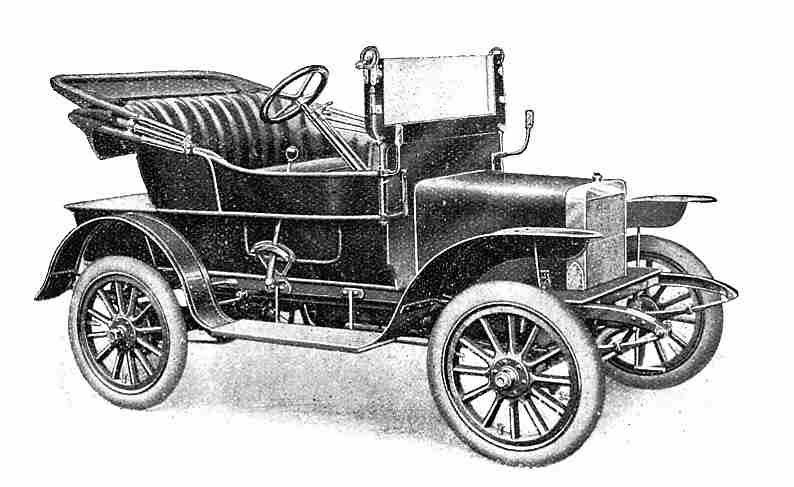
Rover Six z roku 1910 stál v té době 155 liber

Rover 8HP z roku 1904

V roce 1888 Starley navrhl automobil na elektrický pohon, ale model nikdy nebyl zaveden do výroby. Tři roky po Starleyho smrti v roce 1901 a následném převzetí firmy H.J. Lawsonem, Rover začal vyrábět dvoumístný automobil Rover 8, který navrhl Edmund Lewis a byl založen na automobilu Daimler, který Lawson zakoupil. Lewis však na konci roku 1905 společnost opustil a začal pracovat pro firmu Siddeley-Deasy. Jeho místo v roce 1910 převzal další konstruktér, Owen Clegg, který přišel od automobilky Wolseley a začal s prvním přepracováním sortimentu. Krátkodobé experimenty s motory s šoupátkovými rozvody u nového modelu Rover 12 byly opuštěny a v roce 1912 byl představen nový model Rover 12 (1912–1923) poháněný vodou chlazeným dvouválcem o objemu 1600 cm³ s postranními rozvody a Rover 14 (1924) poháněný vodou chlazeným řadovým čtyřválcem o objemu 1800 cm³ s rozvody stejné konstrukce. Tyto modely byly tak úspěšné, že prodeje všech ostatních modelů klesly a na chvíli se Rover držel obchodní politiky "jednoho modelu". Clegg však nakonec v roce 1912 odešel do francouzské společnosti Darracq.
Během první světové války Rover vyráběl motocykly, nákladní automobily založené na automobilech značky Maudslay a v neposlední řadě jejich vlastní konstrukci automobilu vycházející z návrhů automobilky Sunbeam.

### Restrukturalizace a reorganizace společnosti
Obchody v průběhu dvacátých let poměrně vázly a společnost nebyla schopná vyplácet dividendy od roku 1923 až do poloviny roku 1930. V prosinci 1928 předseda správní rady doporučil akcionářům, aby díky značným ztrátám v letech 1923–1928 společně s náklady na uvedené období v rámci reorganizace snížili hodnotu kapitálu společnosti o 60 %, což se také stalo.

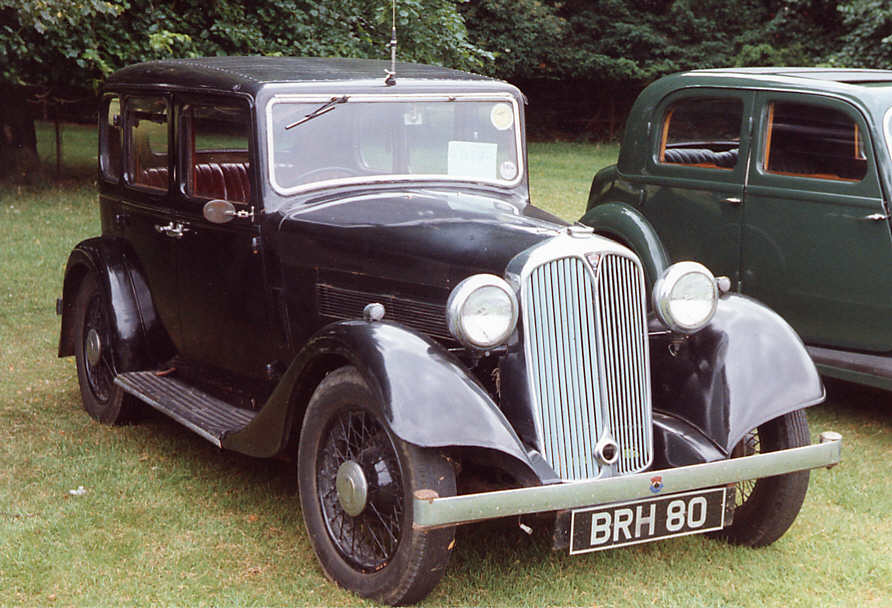
1936 Rover 10

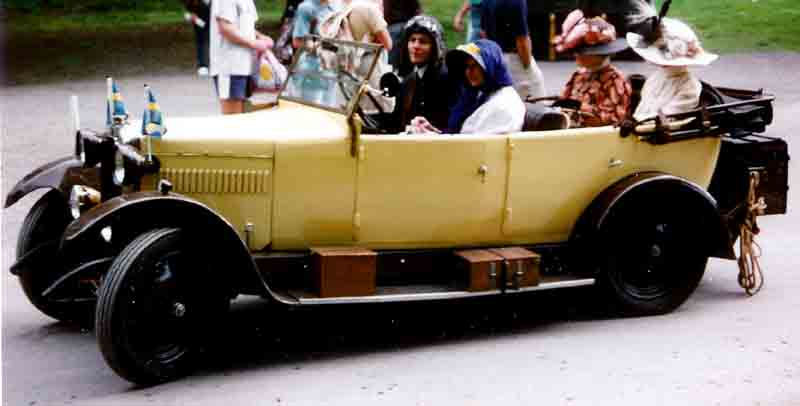
Rover Tourer, 1926

V průběhu roku 1928 byl podnikatel Frank Searle jmenován výkonným ředitelem a měl dohlížet na ekonomické zotavení společnosti. Searle byl dříve vedoucím inženýrem ve vývoji lokomotiv a měl mnoho zkušeností i s automobilovým průmyslem u firmy Daimler a nejnověji byl výkonným ředitelem britské letecké společnosti Imperial Airways. Na jeho doporučení byl Spencer Wilks přeložen z Hillman Motor Car Company jako generální manažer a jmenován v roce 1929 do představenstva Roveru. V tomto roce také Searle, ve snaze ušetřit peníze, oddělil od Roveru společnost Midland Light Car Bodies, která se zabývala výrobou karoserií a instruoval Roberta Boylea a Maurice Wilkse aby navrhli nový malý vůz.
Tak v roce 1931 vznikl Rover Scarab s dvouválcovým vzduchem chlazeným motorem do V uloženým vzadu. Verze dodávky byla sice prezentována na autosalonu Olympia, ale do výroby se nedostala. Během této doby byl představen i model Rover 10/25 s karoserií od firmy Pressed Steel Company. Karoserie byla společná s modelem automobilky Hillman, vozem Minx. Rover byl v těchto dobách velkým zastáncem velmi lehkých karoserií systému Weymann, které ale najednou vyšly z módy a rostla poptávka po lesklých karoseriích a více zakřivených tvarech. Karoserie Weymann zůstala v nabídce továrny až do roku 1933.
Frank Searle a Spencer Wilks nastavili reorganizaci společnosti tak, že se snažili nabízet luxusnější automobily pro zámožnější klienty, kteří chtěli něco "lepšího" než byl Ford nebo Austin. V roce 1930 se ke Spenceru Wilksovi připojil i jeho bratr Maurice Wilks, který byl zaměstnán také v Hillmanu jako hlavní inženýr. Spencer Wilks zůstal u firmy až do roku 1962 a jeho bratr do roku 1963.
Společnost vykázala v roce 1929 a 1930 zisk, ale s hospodářským poklesem v roce 1931 byl Rover znovu ve ztrátě ve výši 77 529 £ a v roce 1932 již ve výši 103 000 £. Představenstvo se rozhodlo pro ještě větší reorganizaci a to mělo v roce 1933 za následek zisk ve výši 46 000 £. Nové montážní provozy v Austrálii a na Novém Zélandu byly uzavřeny.
Frank Searle opustil představenstvo ke konci roku 1931, svou práci již totiž odvedl.
V návaznosti na úspěchy jako byla porážka vlaku Blue Train (vlak jedoucí z Londýna až do Ventimiglia v Itálii) v roce 1930, bratři Wilksovi ustavili Rover jako společnost s několika evropskými pobočkami se zárukou, kterou poskytovala vláda (tzv. Royal warrant – královská záruka) orientovanou na vyšší střední třídu a klienty z řad prominentů a celebrit.

### Druhá světová válka a pokusy s plynovou turbínou

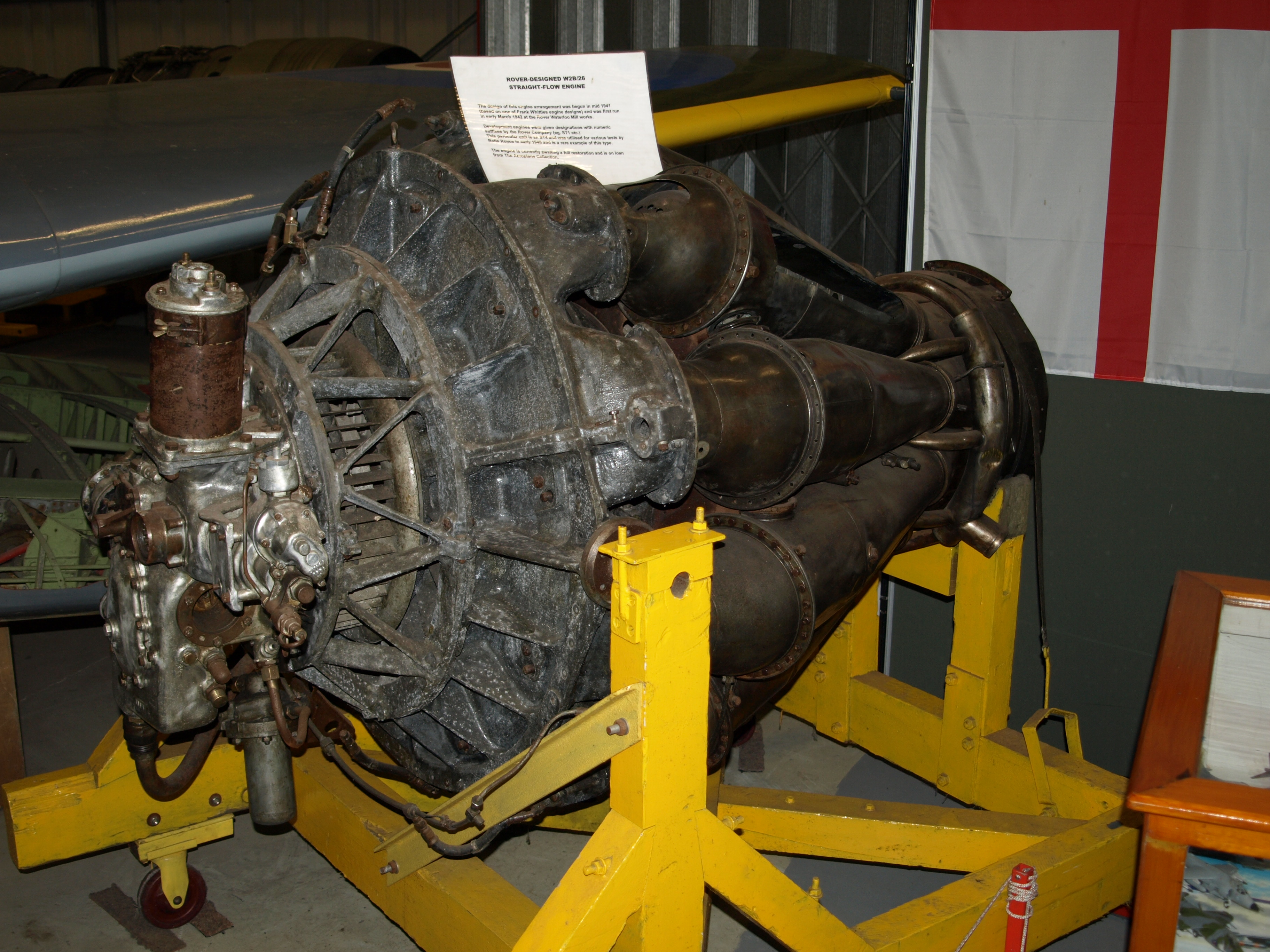
Turbínový motor Rover Power Jets W.2 v muzeu Midland Air Museum. Tento design byl později použit pro motory Rolls-Royce Derwent.

Koncem roku 1930, kdy se bezpečnostní situace v Evropě začala zhoršovat a svět mířil k Druhé světové válce, britská vláda zahájila znovuvyzbrojovací program a v rámci tohoto programu začala výstavba tzv. "stínových" továren. Výstavba byla placena vládou, ale personálně byly provozovány soukromými společnostmi. Dvě takové továrny byly postaveny i pro Rover. Jedna v Acocks Green, oblasti v Birminghamu (provoz zahájen v roce 1937) a druhá, větší v Solihull (provoz od roku 1940). Obě továrny se zabývali výrobou leteckých motorů a koster letadel. Původní hlavní továrna na Helen Street v Coventry byla těžce poškozena bombardováním v roce 1940 a 1941 a už nikdy v ní nebyla plně obnovena výroba.
Začátkem roku 1940 byl Rover osloven podnikatelem a vynálezcem Frankem Whittlem, který založil svou malou společnost Power Jets a vyvinul jeden z prvních prototypů proudových motorů. Jménem Power Jets pak navrhl, aby Rover vložil 50 000 £ kapitálu výměnou za podíly v Power Jets. Rover poté s návrhem seznámil Ministerstvo letectví Velké Británie a to nakonec vedlo k dohodě mezi Roverem a bývalým dodavatelem a zaštiťovatelem Power Jets, společností British Thomson-Houston o vývoji a výrobě Whittleova proudového motoru. Whitlle a Power Jets byly Ministerstvem letectví od těchto jednání zcela odříznuti. Hlavní inženýr Roveru, Maurice Wilks vedl tým během dalšího vývoje motoru a došlo ke zlepšení výkonu oproti původnímu návrhu. První testy motoru Power Jets W.2B, jak byl tento typ nazván, byly uskutečněny v bývalé továrně na bavlnu ve městečku Barnoldswick v hrabství Lancashire, kam Rover vývoj přestěhoval v červnu 1941 (spolu s týmem společnosti Rolls-Royce z Waterloo mill v Clitheroe). Testování bylo zahájeno koncem října 1941. 
Potřeba větších odborných znalostí v rámci projektu spolu s obtížnými vztahy mezi vedením Roveru a Frankem Whittlem (v neposlední řadě také proto, že Rover se souhlasem ministerstva letectví tajně navrhl jinou konstrukci motoru, známou v Roveru jako typ B.26, kterou považovali za kvalitnější), vedli k tomu, že Rover předal jejich technickou část projektu proudového motoru včetně továrny Barnoldswick společnosti Rolls-Royce. Výměnou za to získal Rover továrnu na tankové motory Rolls-Royce Meteor v Ascot Road v hrabství Nottingham. Byl to výsledek jednání mezi Spencerem Wilksem z Roveru a Lordem Ernestem Hivesem z Rolls-Royce, kterou podepsali v místním hostinci v Clitheroe. Oficiální datum předání byl stanoven na 1. dubna 1943. V této dohodě byl sjednán i přestup několika klíčových zaměstnanců Roveru, jako je Adrian Lombard a John Herriot, kteří vedli vývojový tým vlastního proudového motoru Rover B.26, do Rolls-Royce, což bylo nařízeno z inspekčního odboru Ministerstva letectví. Výměnou za projekt proudového motoru a jeho příslušenství Rover dostal smlouvu a výrobní zařízení k výrobě tankových motorů Meteor, která pokračovala až do roku 1964. Jelikož byl Rolls-Royce pod vedením Stanleyho Hookera ještě dost vzdálen zahájení sériové výroby Whittleova návrhu motoru W .2b/23 (známý v Roveru jako B.23, později pojmenovaný Rolls-Royce Welland), prozkoumali v době předání 4 rekonstruované motory Rover W.2B/B.26 navržené dvojicí Lombard/Herriot a podrobili je testům. Nakonec využili návrhu Roveru pro jejich vlastní vývoj tryskového motoru, který se později vyráběl jako Rolls-Royce Derwent.

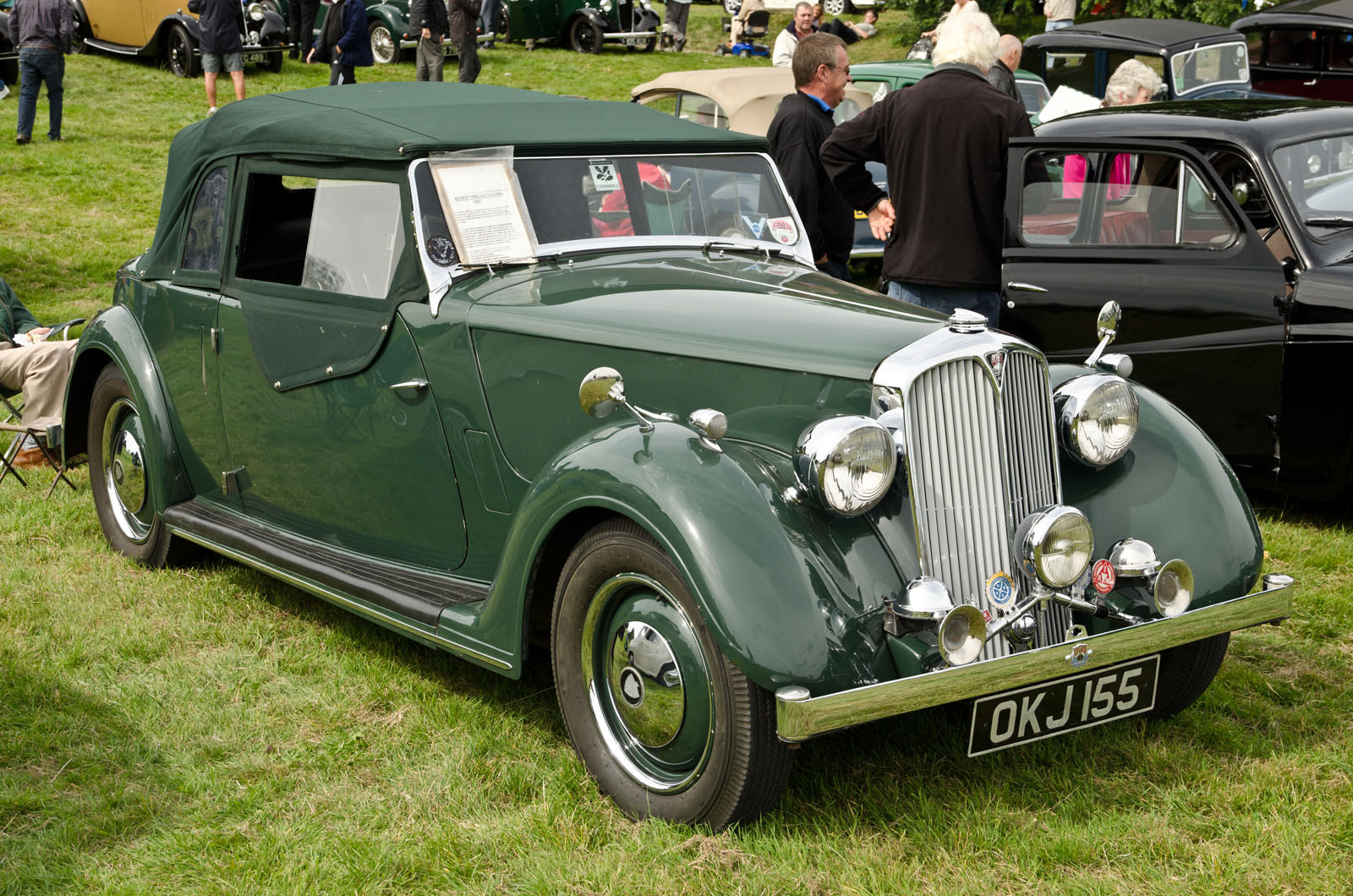
Rover 12 Sport Tourer z roku 1947

Po druhé světové válce společnost opustila výrobu v Helen Street v Coventry a koupila dvě ze stínových továren. Acocks Green pak na nějakou dobu pokračovala ve výrobě motorů Meteor pro tanky, jako byly například britské tanky Centurion a Conqueror a Solihull se stal novým výrobním centrem pro osobní automobily, přičemž výroba byla obnovena v roce 1947. V tomto roce začal Rover vyrábět model Rover 12 Sports Tourer. Automobilů, které byly určeny pro vývozní trh, se vyrobilo 200 kusů, ale všechny měly pravostranné řízení a tak mnoho z těchto vozů zůstalo ve Velké Británii. Solihull se později stal domovem Land Roveru.

### Experimentální vozy

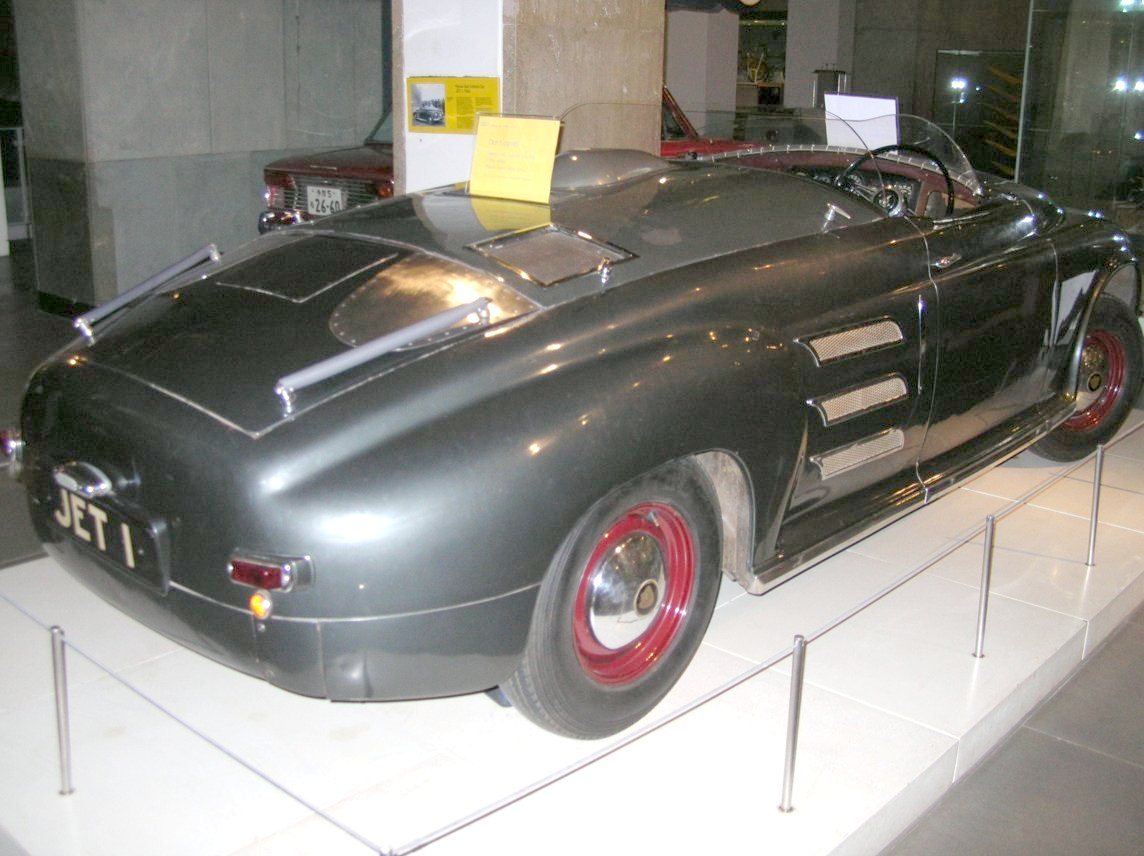
Rover JET1 zezadu

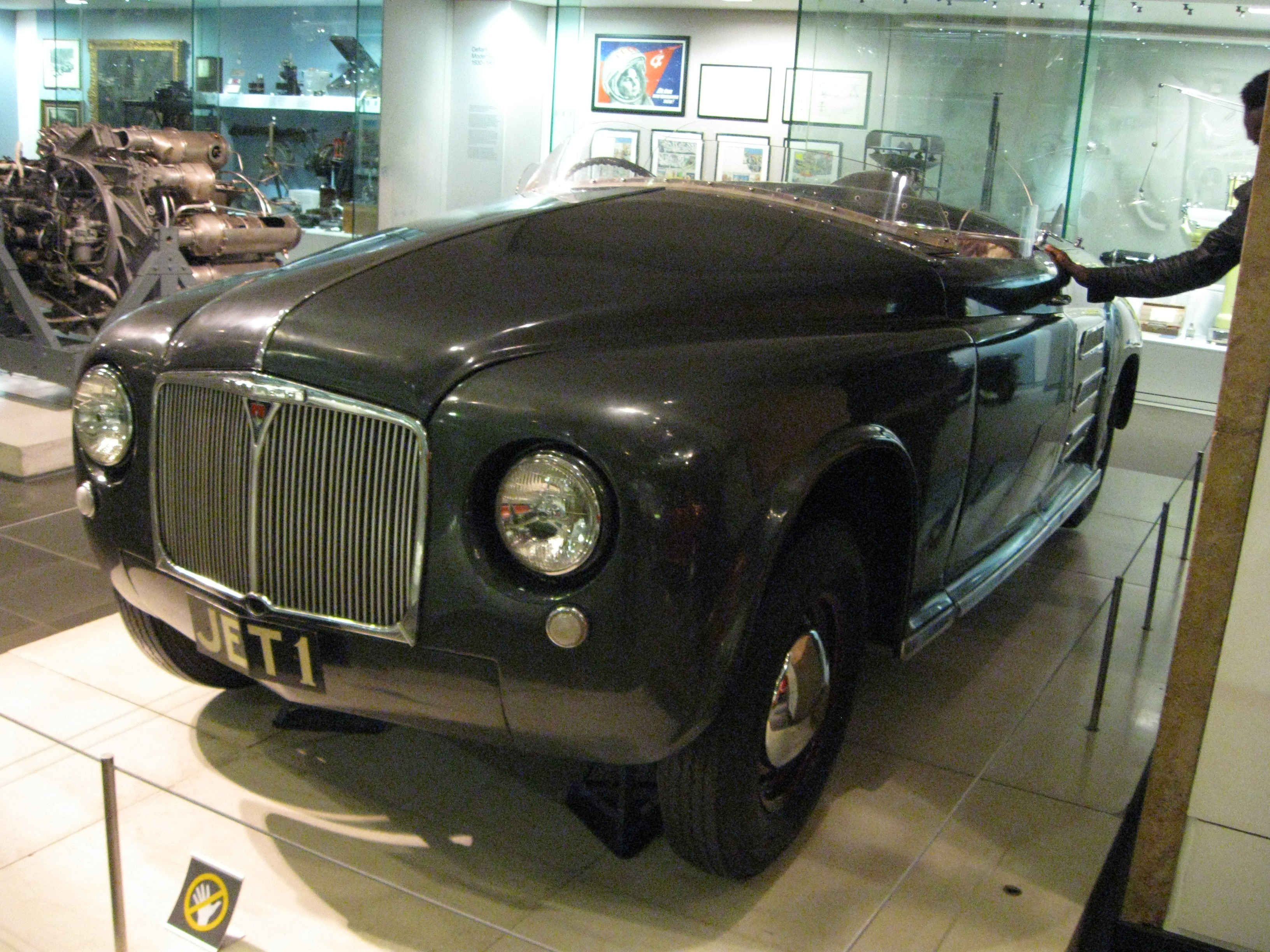
Rover JET1, pohled zpředu

I přes obtíže s projektem proudového motoru měl Rover stále zájem o vývoj plynové turbíny k pohonu motorových vozidel. V roce 1945 proto společnost najala inženýra Franka Bella a Charlese Spencera Kinga od Rolls-Royce aby pomohli Maurici Wilksovi při vývoji automobilových plynových turbín. Roku 1949 tento tým vyvinul turbínu, která byla schopna dávat výkon více než 100 koňských sil při maximálně 55 000 otáčkách za minutu. Přitom byla schopna spalovat benzín, petrolej nebo i naftu. První turbínové motory Rover měly mnohem vyšší spotřebu paliva než pístové motory (až 47 l/100 km) a přestože spotřeba paliva byla později snížena použitím tepelného výměníku, nikdy nebyla dosažena spotřeba tak nízká, aby byla konkurenceschopná k soudobým pístovým motorům.
V březnu 1950 Rover představil veřejnosti prototyp Rover JET 1, první auto poháněné plynovou turbínou. JET1 byl otevřený dvoumístný tourer, měl motor umístěn za sedadly, sání vzduchu na obou stranách vozu a výfukové otvory v horní části karoserie nad zadní nápravou. Během testů dosahoval maximální rychlosti 142 km/h. Poté co byl představen ve Velké Británii a ve Spojených státech v roce 1950, byl dále vylepšován a poté podroben rychlostním zkouškám na dálnici u Belgického města Jabbeke v červnu 1952, kde byla překročena rychlost 240 km/h. Rover JET 1 je v současné době k vidění v Londýnském muzeu vědy.
Další čtyři prototypy byly postaveny na podvozku Rover P4 a to sedany T2 s motorem vpředu a T2A s motorem vzadu, dále coupé T3 s pohonem 4x4 a motorem vzadu a sedan T4 s motorem vpředu a pohonem předních kol.

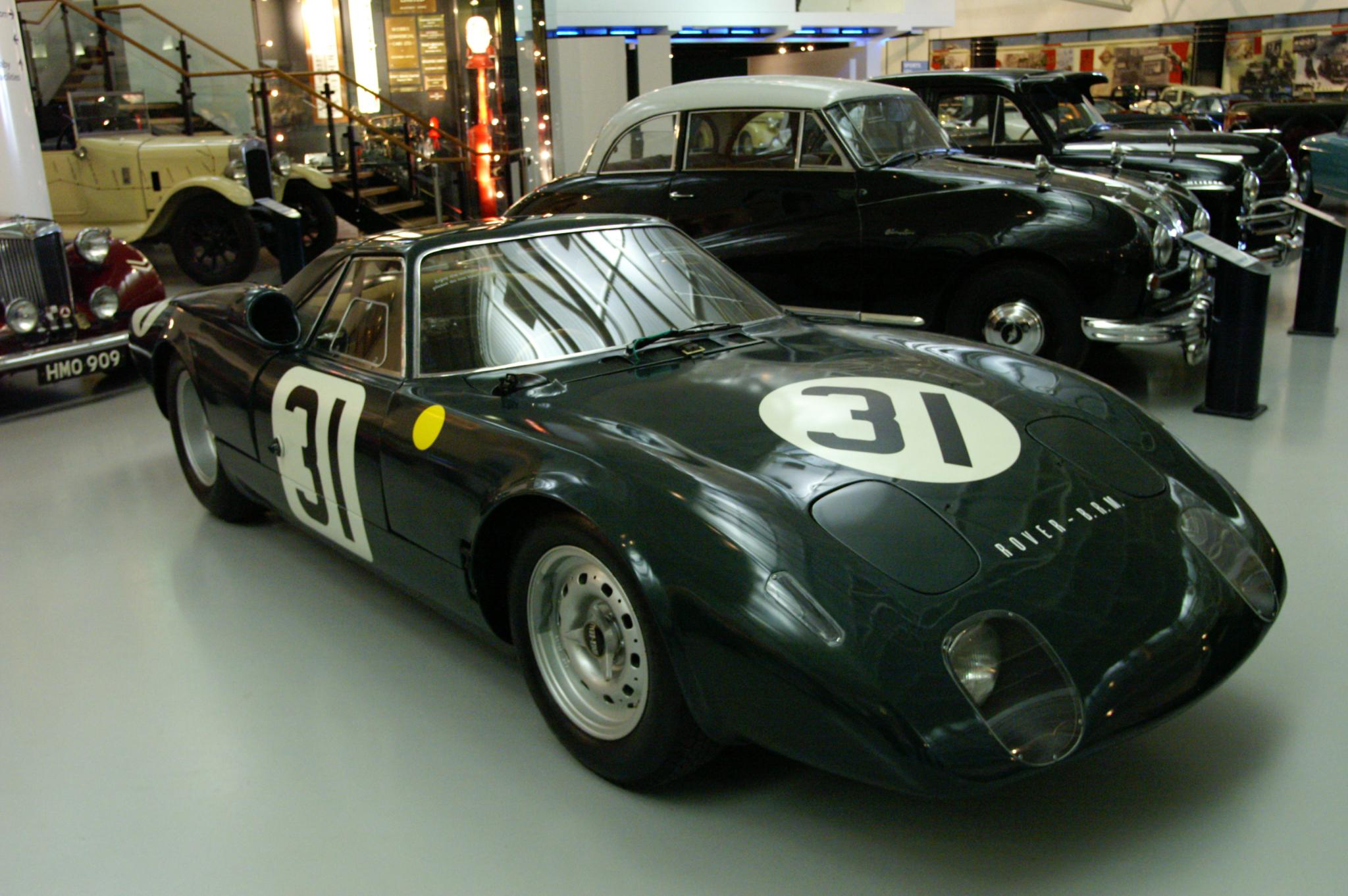
Rover-BRM

Později Rover a závodní tým BRM Formula One spojily své síly a vytvořily prototyp Rover-BRM, což je sportovní automobil poháněný plynovou turbínou, který vstoupil v roce 1963 do závodu 24 hodin Le Mans pilotovaným legendárním Grahamem Hillem a Richiem Gintherem. V závodě dosáhli průměrné rychlosti 173 km/h a maximální rychlosti 229 km/h.
Rover také navrhl a postavil několik experimentálních dieselových motorů pro divizi Land Rover. Dvoulitrový dieselový agregát o výkonu 39 kW navržený a postavený Roverem pro pohon 4x4 byl zařazen do výroby v roce 1956 a byl jedním z prvních britských moderních vysokorychlostních automobilových vznětových motorů. Experimentální projekty byly zaváděny s cílem zlepšit přenos výkonu motoru, spolehlivost a spotřebu paliva. Požadavky britské armády vedly v roce 1962 k vývoji vícepalivové verze, varianty o obsahu 2,25 litru, která mohla spalovat jak benzín a naftu, tak i letecký benzín Jet-A nebo petrolej. Nicméně, výstupní výkon motoru při jízdě na méně kvalitní paliva byl pro potřeby armády příliš nízký. V polovině roku 1960 Rover vyvinul v té době vysoce pokročilou verzi tohoto motoru s turbodieselem k pohonu svého dalšího experimentálního vozu, "129palcového" těžkého Land Roveru. Tento 2,5 litrový motor využívá turbodmychadlo vyvinuté divizí, která bylo odpovědná za vývoj plynové turbíny a také mezichladič plnicího vzduchu. Bylo to vůbec poprvé v historii, kdy byly tyto části použity na dieselovém motoru takto malé kapacity, avšak nebyly přijaty.
Po převzetí automobilky společností Leyland Motor Corporation byla plynová turbína Rover použita v řadě nákladních automobilů Leyland a byla představena v roce 1968 na automobilovém veletrhu Commercial Motor Show. Plynové turbíny Rover také poháněly první britské vysokorychlostní vlaky APT.

### Zlatá éra automobilky

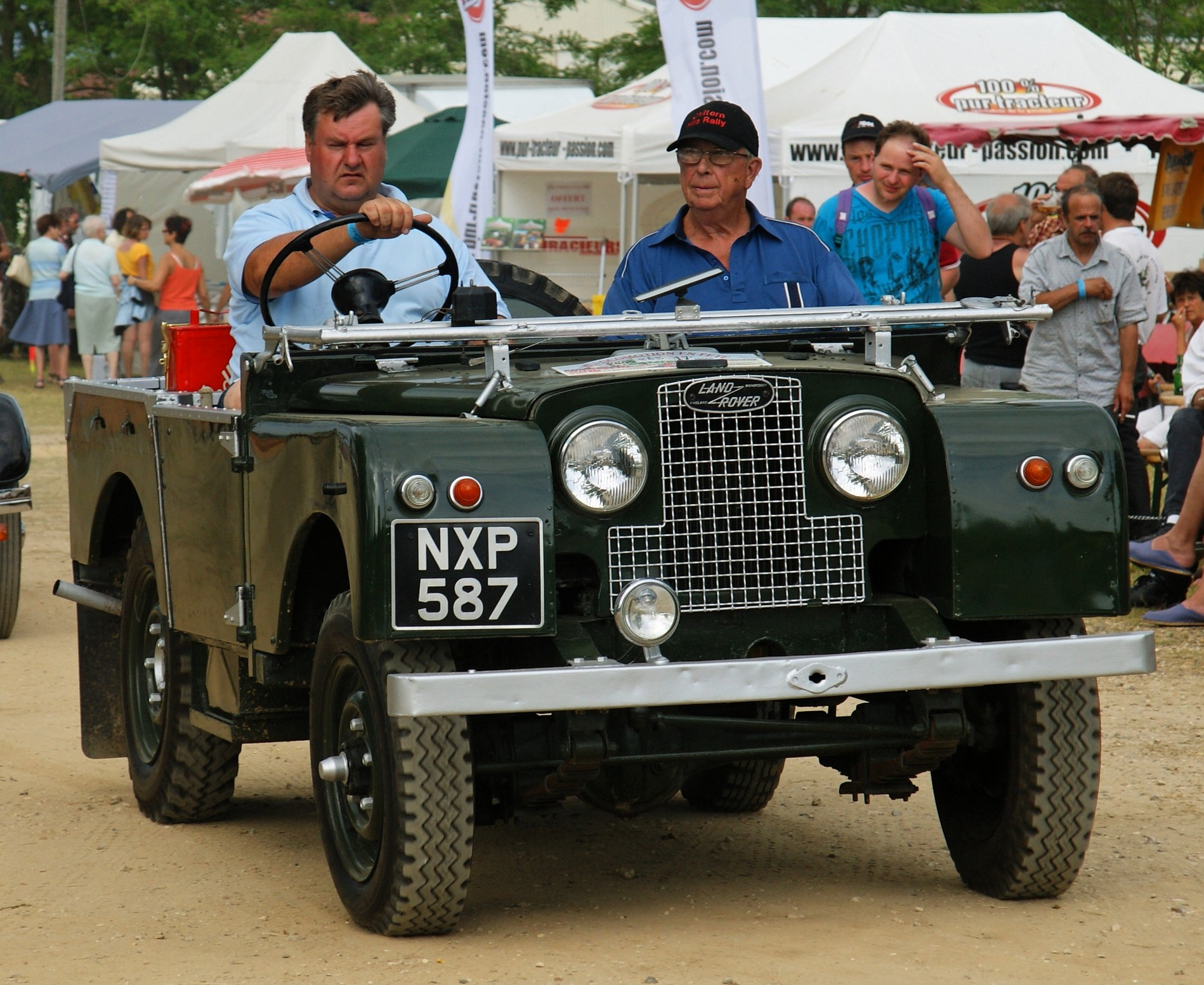
Land Rover z roku 1948

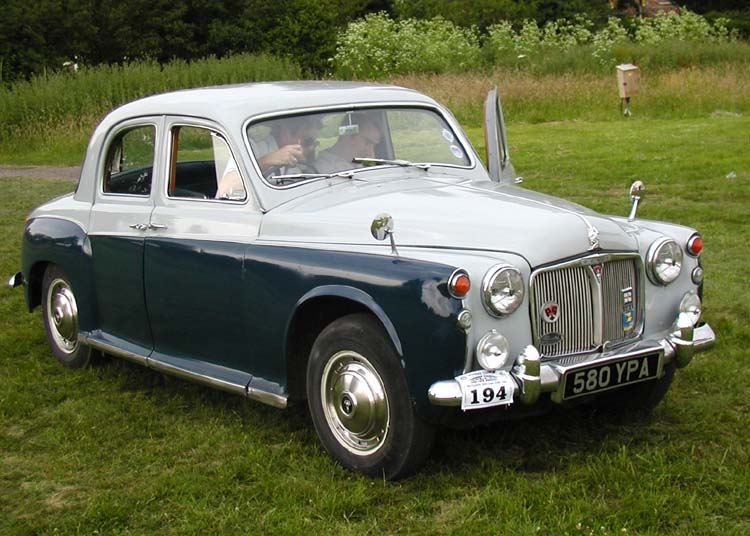
Rover 80, známější spíše jako Rover P4 (1962)

Padesátá a šedesátá léta byla pro společnost zlatou érou. Land Rover se stal světově velmi úspěšným a oblíbeným terénním automobilem, stejně jako sedany P5 a P6 vybavené hliníkovým motorem Rover V8 o objemu 3,5 litru, jehož konstrukce byla odkoupena od americké automobilky Buick a poté upravena a vylepšena. Přestože měl Rover spíše pověst výrobce luxusnějších sedanů, utilitární Land Rover byl vlastně nejprodávanějším produktem firmy po celá padesátá, šedesátá a sedmdesátá léta. Věhlas společnosti také narostl díky průkopnickému výzkumu vozidel poháněných plynovou turbínou.
Ke konci šedesátých let pracoval Rover na celé řadě inovativních projektů. Poté, co odkoupil společnost Alvis Car and Engineering Company Ltd v roce 1965, začal Rover pracovat na projektu supersportu poháněného osmiválcovým motorem, který by byl prodáván pod názvem Alvis. Prototyp nazvaný P6BS byl dokončen a po konečných úpravách a zpracování designu dostal vůz označení P9. Mimo to pracoval Rover také na projektu P8, jehož cílem bylo nahradit stávající velký sedan P5 moderním designem a podobnou koncepcí jako měl již prodávaný model P6.
Když se společnost Leyland Motors spojila s British Motor Holdings, firmy Rover a Jaguar se tímto staly firemními partnery. Projekty Roveru byly poté zrušeny, aby se zabránilo vnitřní hospodářské soutěži s produkty Jaguaru. Zejména zrušení projektu modelu P8 bylo velmi citelné neboť byl již ve velmi pozdní fázi předpřípravy, kdy Rover již objednal od firmy Pressed Steel Company formy a lisovací zařízení na výrobu panelů karoserie vozu. V tu dobu ovšem přišel zmiňovaný příkaz k zastavení práce.
Rover tedy nadále rozvíjel jejich "100palcové kombi", kterým se později stalo průkopnické luxusní SUV Range Rover, jehož výroba byla zahájena v roce 1970. Tato verze nazvaná Classic využívala již zavedený motor V8, stejný jako v sedanu P6, dále inovativní bezpečnostní rám a nové funkční systémy jako je permanentní pohon 4x4 nebo kotoučové brzdy na všech kolech. Range Rover byl však původně koncipován jako užitkové vozidlo, které by nabízelo terénní schopnosti Land Roveru, ale v jemnější, pohodlnější a luxusnější výbavě.

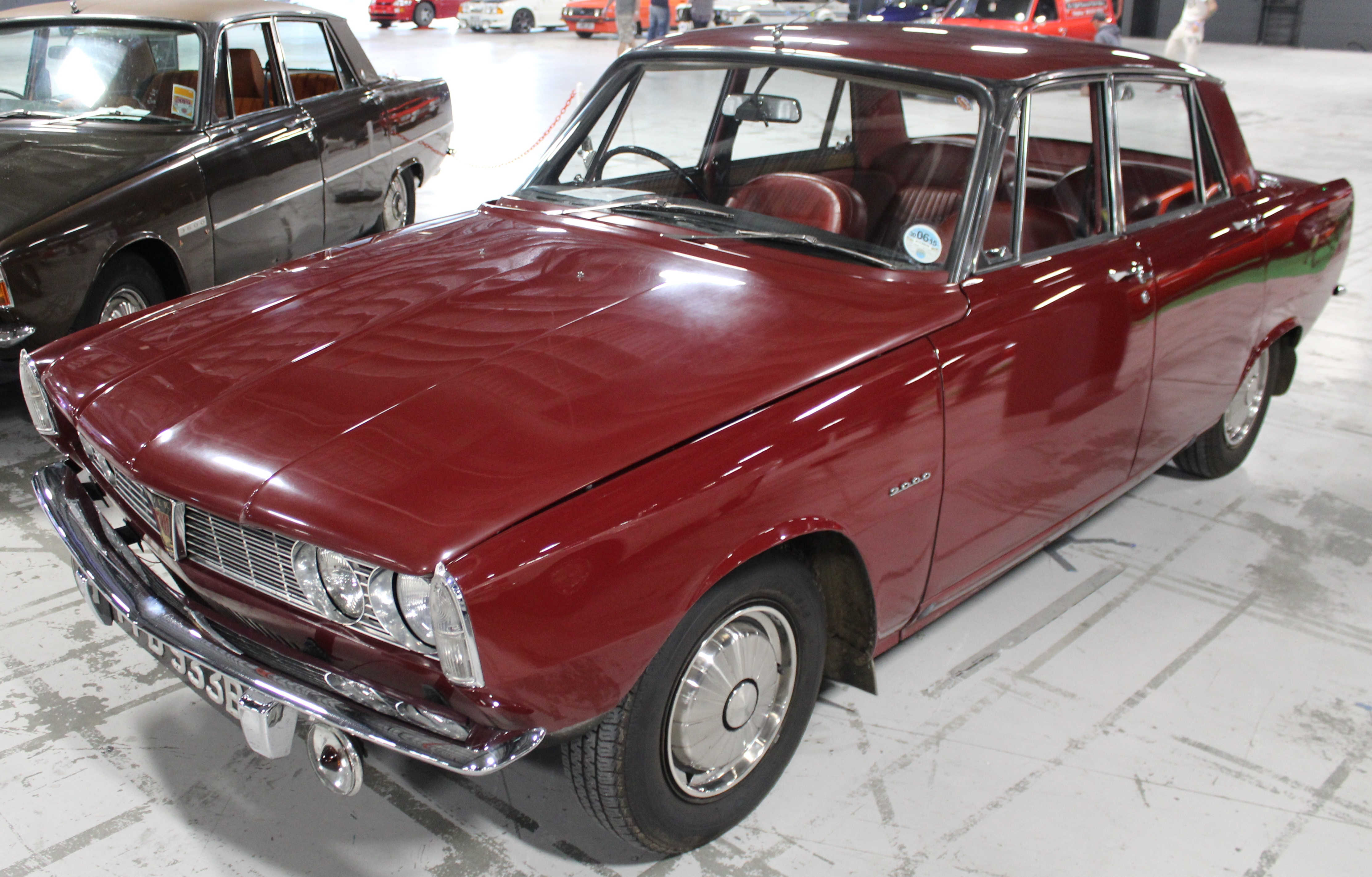
Rover P6 (1964)

### Spojení s Leyland Motor Corporation a vznik British Leyland (BL)

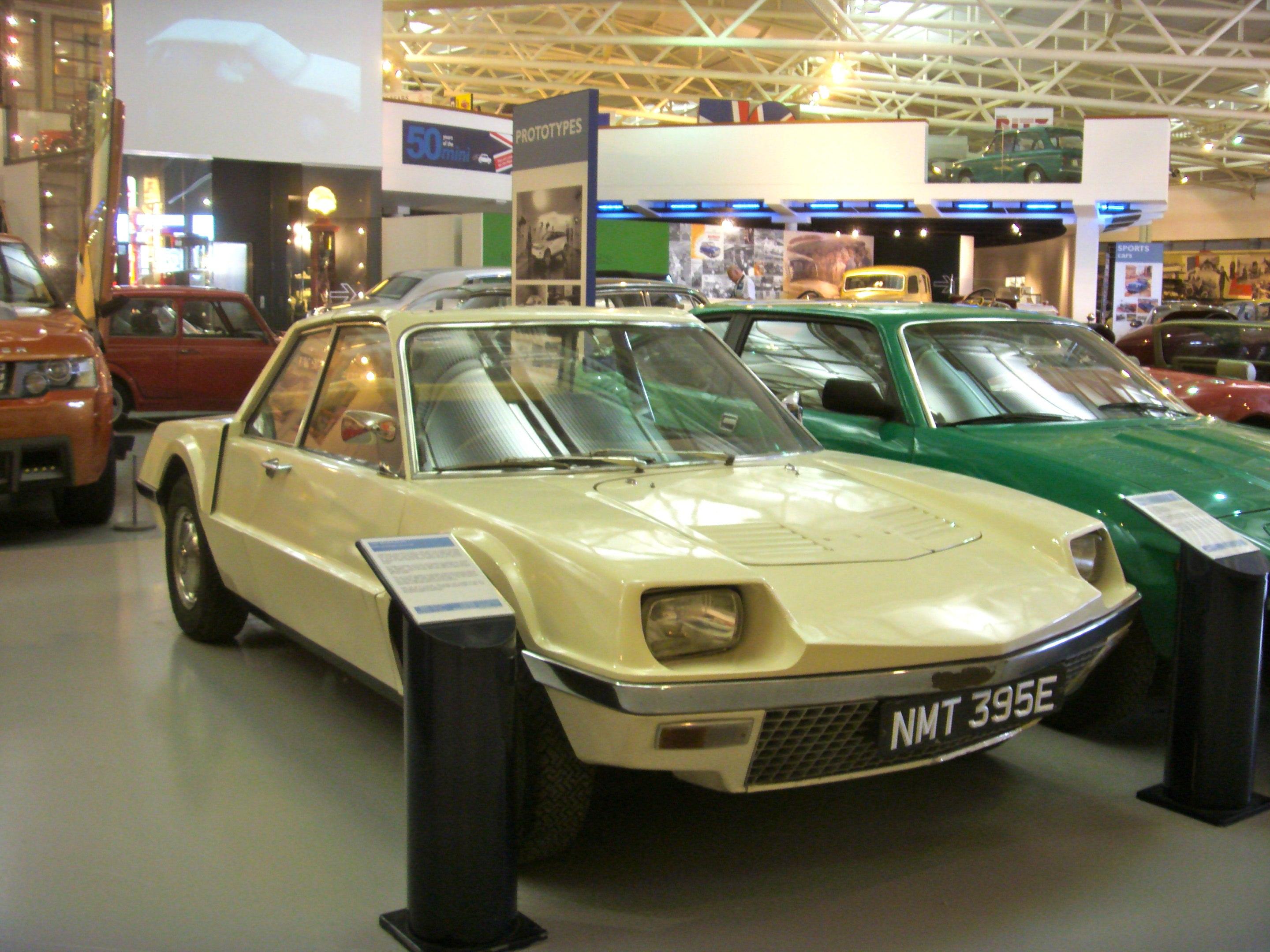
Prototyp Rover P6BS představený tisku v roce 1967 se díky politickému tlaku v návaznosti na fúzi Roveru s BL nikdy nevyráběl

V roce 1967 se Rover stal součástí britského výrobce nákladních automobilů Leyland Motor Corporation (LMC). Ten již v té době vlastnil dalšího výrobce automobilů, společnost Triumph. Rok na to se LMC spojila s dalším automobilovým koncernem British Motor Holdings (BMH) a stal se tak největším výrobcem motorových vozidel v Británii s názvem British Leyland Motor Corporation (BLMC). To byl však začátek konce pro nezávislost Roveru. Dědictví společnosti založené v Solihullu bylo utopeno v nechvalně známých špatných pracovních vztazích a manažerských problémech, kterými trpěl britský automobilový průmysl po celá sedmdesátá léta. Nejdříve Rover jako část BLMC dostal název Specialist Division (od této chvíle se i na vozech používalo primárně tovární označení SD1, ale pouze v případě, že šlo jen o modely vyráběné v rámci této divize), následně Leyland Cars, Rover-Triumph a nakonec Jaguar Rover Triumph, který měl však "jepičí život". Navzdory bouřlivým proměnám v celé BLMC, vozidla značky Land Rover vzkvétala a zejména prodej řady Range Rover vytvářel pro společnost značné příjmy, čímž pomohla udržet společnost na trhu. Po vydání zprávy známé jako Ryder Report, kterou vypracoval tým sira Dona Rydera, šéfa Národní podnikové rady ve Velké Británii v roce 1975, byl Land Rover v roce 1978 oddělen od Roveru jako samostatná provozní společnost v rámci British Leyland a veškerá výroba osobních automobilů Rover v Solihull byla ukončena a přesunuta do závodů Austin-Morris v Longbridge a Cowley. Tam již zůstala po zbytek existence značky Rover. Poté co byl Jaguar v roce 1984 oddělen a privatizován se Range Rover stal hlavním a nejprodávanějším produktem celého koncernu British Leyland.
Následně British Leyland navázal spolupráci s japonskou automobilkou Honda Motor Corporation, což vyústilo v celé generace vozidel, která sdílela designové a konstrukční prvky s modely Honda. Tato spolupráce pomohla udržet sužovanou firmu a její nástupce až do poloviny devadesátých let.

### Prodej automobilky British Aerospace a následný odprodej
V roce 1988 byl podnik prodán britskou vládou společnosti British Aerospace (BAe) a krátce poté bylo zkráceno jméno na pouhé Rover Group. Skupina byla následně v roce 1994 prodána automobilce BMW. Honda, která vlastnila 20% podíl v Rover Group, opustila firmu, když BAe prodal svůj většinový podíl BMW. 
BMW se zpočátku snažila udržet skupinu jako celek, ale nakonec se rozhodla zachovat pouze továrnu v Cowley v Oxfordu, kde se vyrábí vozy Mini.
Land Rover byl poté odprodán Fordu. Továrního komplexu v Longbridge spolu s technickým vybavením a duševním vlastnictvím značek Rover a MG se ujal bývalý výkonný ředitel Rover Group John Towers. Jím vedené konsorcium Phoenix Venture Holdings koupilo od BMW v dubnu roku 2000 celý zbytek skupiny za 10 £ a pod značkou MG Rover Group pokračovalo ve výrobě. V dubnu roku 2005 byl na celou MG Rover vyhlášen konkurs. Později byla celá skupina odkoupena čínskou automobilkou Nanjing Automobile (nyní SAIC), která přestěhovala výrobu do Číny. Později byla i v Longbridge znovu zavedena výroba pod nově založenou společností MG Motor UK.
Obchodní značka Rover, kterou si BMW v roce 2000 ponechalo, byla využívána skupinou MG Rover Group v rámci licence a po jejím kolapsu v roce 2005 ji BMW prodalo Fordu, který ji znovu spojil se značkou Land Rover, kterou v té době vlastnil.

## Aktuální stav
Z právního hlediska je obchodní značka Rover majetkem společnosti Land Rover v souladu s podmínkami, podle kterých ji zakoupil Ford v roce 2006. Od roku 2008, kdy Ford prodal Land Rover firmě Tata Motors, je společnost známá jako Jaguar Land Rover Limited. Podle této dohody zůstala značka Rover i nadále ve vlastnictví divize Land Rover.

## Modely
- Před válkou
  - 1904-1912 Rover 8
  - 1906-1910 Rover 6
  - 1906-1910 Rover 16/20
  - 1912-1923 Rover 12
  - 1919-1925 Rover 8
  - 1924-1927 Rover 9/20
  - 1925-1927 Rover 14/45
  - 1927-1932 Rover Light Six
  - 1927-1947 Rover 10
  - 1929-1932 Rover 2-Litre
  - 1930-1934 Rover Meteor (16HP/20HP (12/15 kW))
  - 1931-1940 Rover Speed 20
  - 1932-1933 Rover Pilot/Speed Pilot
  - 1932-1932 Rover Scarab
  - 1934-1948 Rover 12
  - 1934-1948 Rover 14/Speed 14
  - 1936-1948 Rover 16
- MaléRover Mini

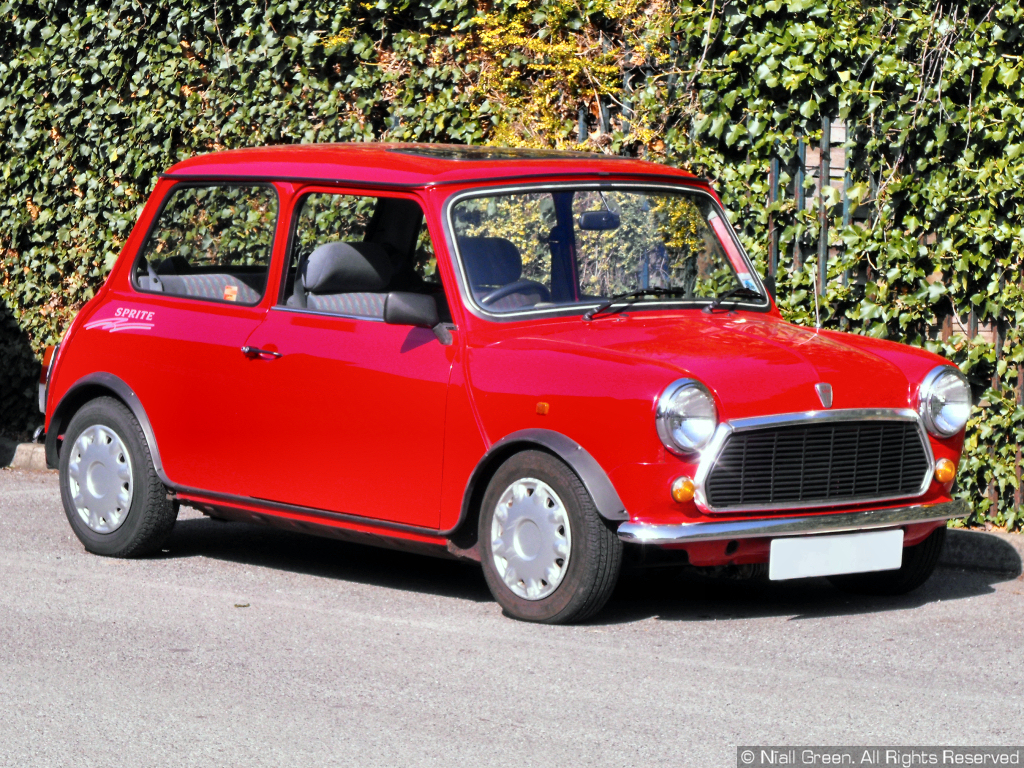
Rover Mini

  - 1980-1997 Rover Metro (Austin miniMetro, MG Metro, Morris Metro, Rover 100)
  - 1986-2000 Rover Mini - od 1959 Austin Mini, od 1986 přejmenováno na Rover Mini.
  - 2003-2005 CityRover
- StředníRover 25

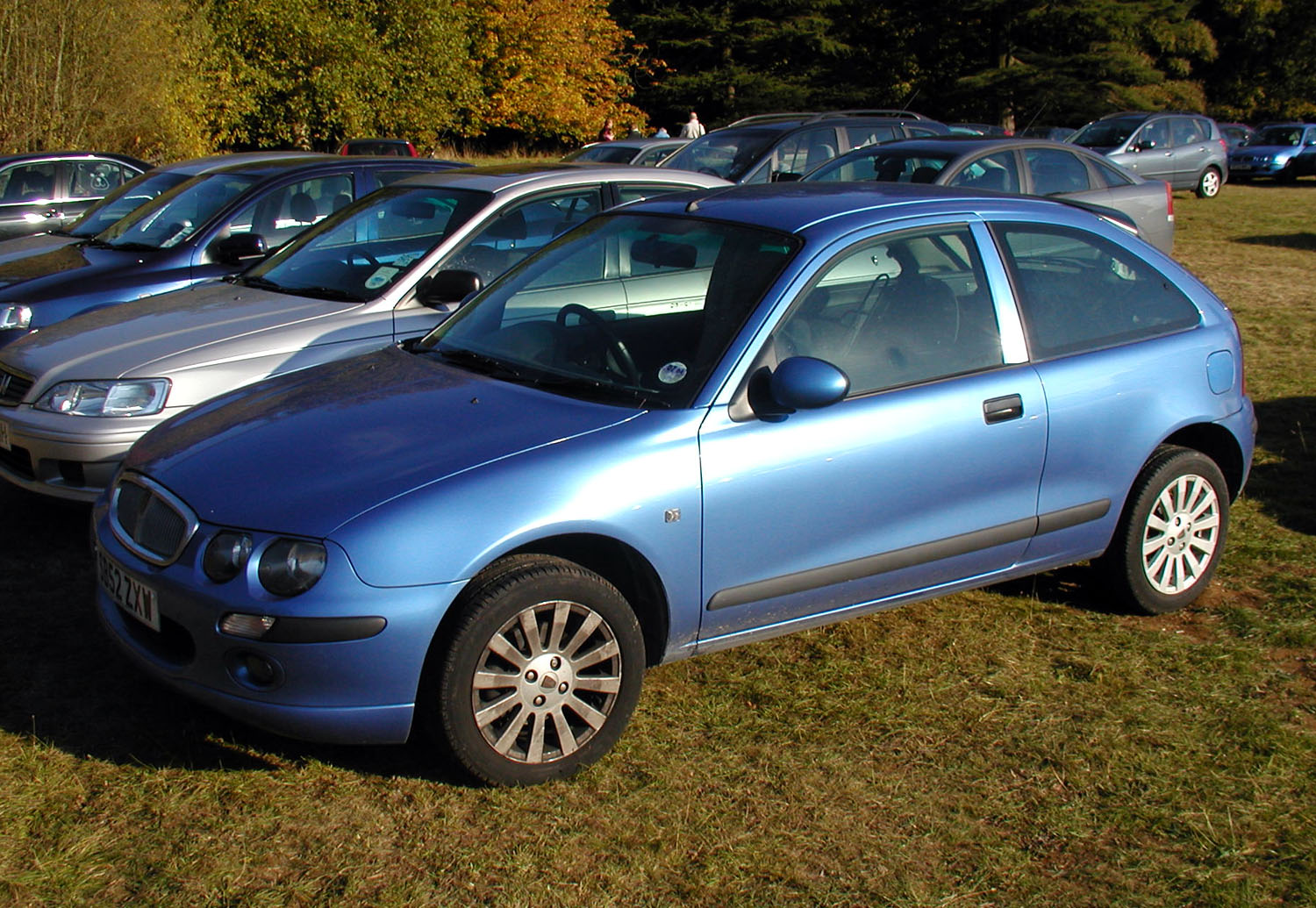
Rover 25

  - 1983-1995 Maestro - prodáván pouze pod značkou Austin a MG
  - 1984-1989 Rover 200 (SD3)
  - 1989-1995 Rover 200 (R8)
  - 1995-1999 Rover 200 (R3)
  - 1999-2005 Rover 25
  - 2003-2005 Rover Streetwise
- Vyšší středníRover 80 (P4)
  - 1948-1949 Rover P3 (60/75)

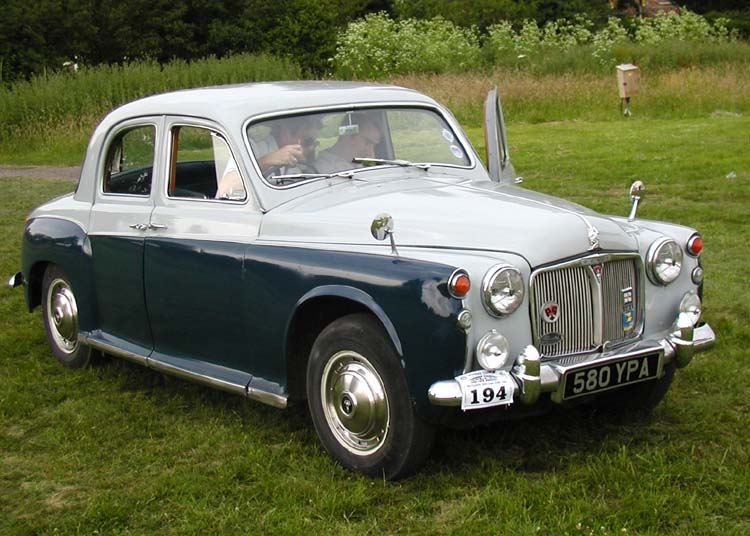
Rover 80 (P4)

  - 1949-1964 Rover P4 (60/75/80/90/95/100/105/110)
  - 1963-1976 Rover P6 (2000/2200)
  - 1976-1986 Rover SD1 (2000/2300/2400/2600)
  - 1989-1994 Rover Montego - trh Indie, Tchaj-wanu a Trinidadu, ostatní trhy pouze jako Austin a MG
  - 1985-1989 Rover 416i - Australský trh (Honda Integra pod značkou Rover)
  - 1990-1995 Rover 400 (R8) (verze kombi až do 1998)
  - 1995-1999 Rover 400 (HH-R)
  - 1999-2005 Rover 45
- VelkéRover 620

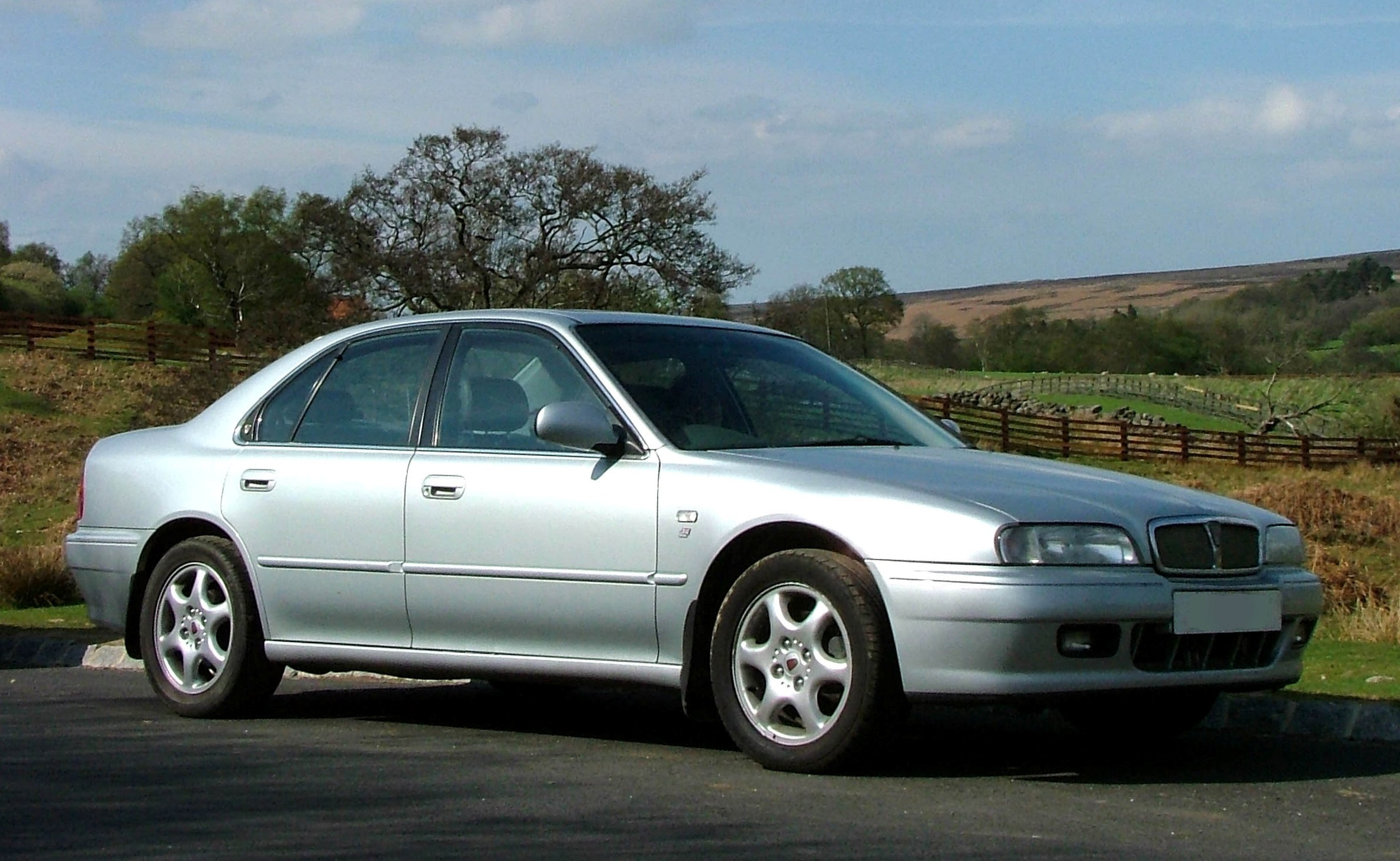
Rover 620

  - 1958-1973 Rover P5 (3-Litre/3.5-Litre)
  - 1963-1976 Rover P6 (3500)
  - 1976-1986 Rover SD1 (3500/Vitesse)
  - 1993-1998 Rover 600 (618/620/623)
  - 1986-1998 Rover 800 (820/825/827) a Sterling
  - 1998-2005 Rover 75
- Dodávky
  - 2003-2005 Rover Commerce